# Iluppur
Iluppur es una ciudad y nagar Panchayat situada en el distrito de Pudukkottai en el estado de Tamil Nadu (India). Su población es de 14127 habitantes (2011).

## Demografía
Según el censo de 2011 la población de Iluppur era de 14127 habitantes, de los cuales 7013 eran hombres y 7114 eran mujeres. Iluppur tiene una tasa media de alfabetización del 80,82%, superior a la media estatal del 80,09%: la alfabetización masculina es del 87,94%, y la alfabetización femenina del 73,86%.